# Navajo Springs, Arizona
Navajo Springs est un secteur non constitué en municipalité près de Holbrook, le siège du comté de Navajo, dans l'Arizona, aux États-Unis, sur l'historique Route 66. Ce secteur est rattaché à la Nation navajo, (Navajo Nation en anglais et Naabeehó en navajo), aussi appelée Nation diné (Diné bikéyah en navajo) et anciennement réserve indienne de Navajo Nation, un territoire semi-autonome amérindien de 71 000 km2, occupant le nord-est de l'Arizona, le sud de l'Utah et le nord-ouest du Nouveau-Mexique. C'est la plus grande réserve amérindienne aux États-Unis par superficie.

## Géographie

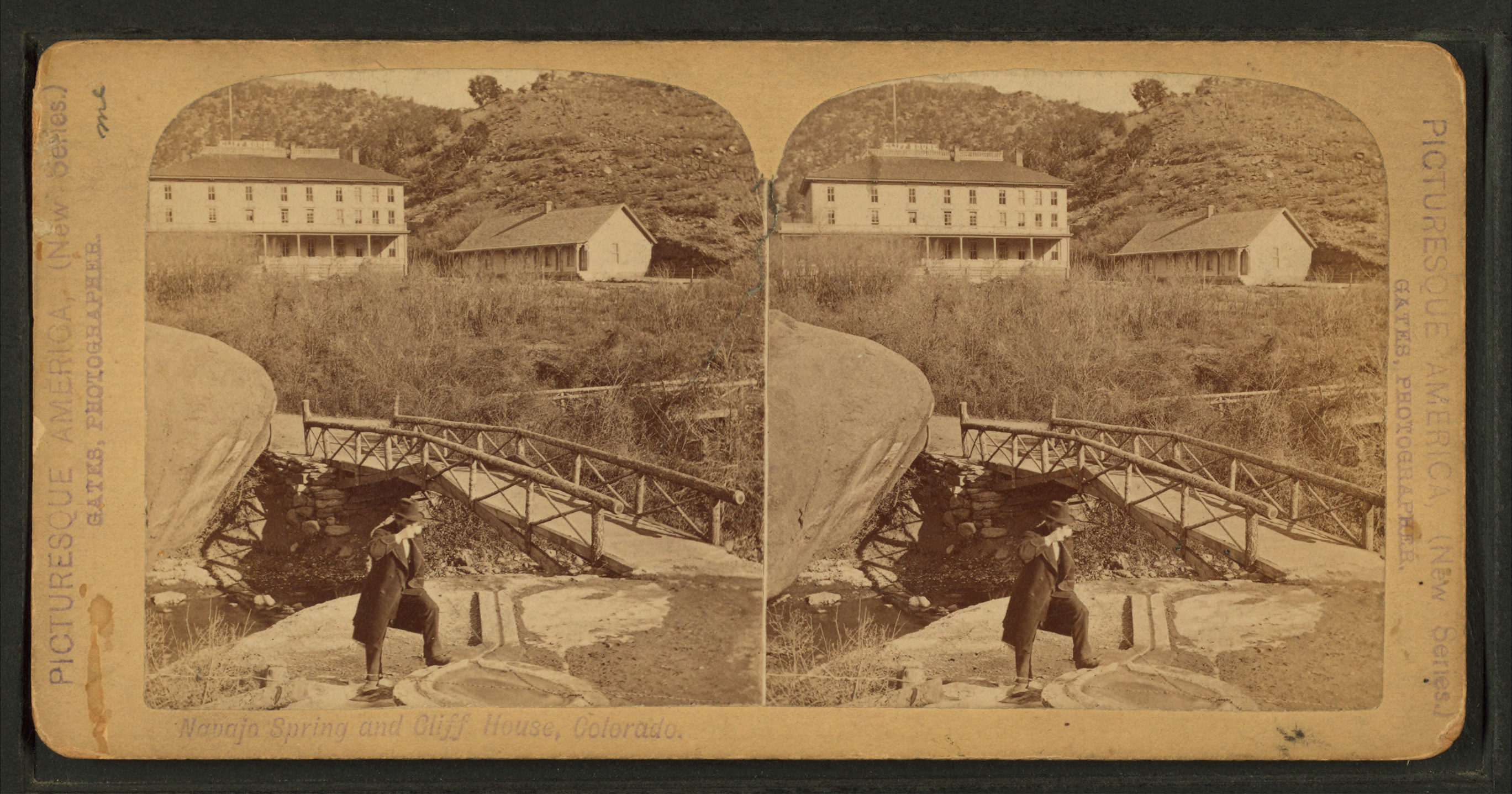
Navajo Spring and Cliff House par Robert N. Dennis, collection de vues stéréoscopiques.

La communauté de Navajo Springs est presque exclusivement amérindienne et un permis était requis de la Nation navajo pour les déplacements hors route dans cette région. À l'époque du Far West, cette région était fréquentée par des Occidentaux de renom, comme que le shérif Perry Owens (en). Au temps des diligences, Navajo Springs fut une halte au cours de laquelle les voyageurs pouvaient abreuver leurs chevaux et trouver quelques rafraîchissements. La Beale's Wagon Road (en), précurseur du chemin de fer transcontinental construit à travers la région en 1882, passait à cet endroit, ainsi que plus tard la route 66 et maintenant l'Interstate 40, couramment appelée I-40, une autoroute inter-États traversant les États-Unis d'est en ouest.
Le gouvernement territorial de l'Arizona a été organisé en ce lieu, et plus tard un monument a été érigé à l'endroit de la source pour commémorer l'événement. Sur l'insistance d'Edward Chambers, vice-président du contorsium Atchison, Topeka and Santa Fe Railway, tous les Navajos furent  déplacés de force de la région de Navajo Springs et, au cours des années 1930, toutes les terres attribuées dans la région furent réquisitionnées souvent par la force. Ce n'est qu'à la fin des années 1980 que les terres ont été réattribuées aux Navajos et à des réfugiés Hopi.

## Histoire

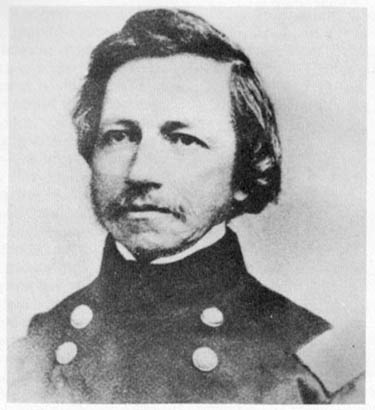
Amiel Weeks Whipple.

Navajo Springs fut remarqué pour la première fois par les militaires lorsque le lieutenant Amiel Weeks Whipple, diplômé de l'académie militaire de West Point en 1841, second lieutenant dans le 1st U.S. Artillery le 1er juillet 1841, a traversé ce territoire en 1853, en quête d'un point d'eau. Plus tard, le 1er septembre 1857, le lieutenant Edward Fitzgerald Beale retrouva le sentier qu'avait emprunté Whipple alors qu'il cherchait une voie carrossable destinée aux convoi des émigrants. À ce stade, les sources utilisées par les Navajos ont commencé à devenir une halte de repos pour les voyageurs se dirigeant plus à l'ouest. En 1863, il fut désigné itinéraire officiel par le major G.B. Willis. Le 27 décembre 1863, le premier parti de gouverneur de l'Arizona passa du Nouveau-Mexique à l'Arizona. Cependant, ne sachant pas où se trouvait la frontière entre les États, ils se rendirent à Navajo Springs, où, le 29, le premier gouverneur territorial de l'Arizona, John Noble Goodwin, fut assermenté par Richard Cunningham McCormick (en), premier secrétaire du territoire et futur successeur de Goodwin.

## Source
- (en) Cet article est partiellement ou en totalité issu de l’article de Wikipédia en anglais intitulé « Navajo Springs, Arizona » (voir la liste des auteurs).